# 684 до н. е.

## Події
Китай: Битва при Чаншао (перемога князівства Лу над Ці) zh:長勺之戰